# Charles Capéran
Charles Capéran, né le 12 novembre 1862 à Labastide-Saint-Pierre (Tarn-et-Garonne) et mort le 17 avril 1938 à Montauban (Tarn-et-Garonne), est un homme politique français.

## Biographie
Fils d'un entrepreneur, il poursuit l'activité de son père. Il se lance en politique, devenant conseiller municipal, adjoint puis maire de Montauban (de 1899 à 1919 puis de 1925 à 1935). Il est également membre de la chambre de commerce et juge au tribunal de commerce.
Il est député de Tarn-et-Garonne de 1902 à 1910,, siège qu'il obtient après une victoire douteuse sur le député bonapartiste Adrien Joseph Prax-Paris à 12 394 voix contre 12 393, où le préfet Abraham Schrameck est soupçonné d'avoir pesé pour faire élire Capéran,.
Il siège au groupe de la Gauche radicale. Il s'occupe de douanes, d'octrois et des questions de casernement des troupes. Battu en 1910, il devient sénateur en 1912, lors d'une élection partielle. Il siège au groupe de la Gauche démocratique. Il n'est pas réélu en 1920 et se retire à Montauban où il sera maire jusqu'en 1935.

## Sources
- Ressources relatives à la vie publique :   - base Léonore
  - Sénat
  - Base Sycomore
- « Charles Capéran », dans le Dictionnaire des parlementaires français (1889-1940), sous la direction de Jean Jolly, PUF, 1960 [détail de l’édition]